# Ivan Papanine
Ivan Dmitrievitch Papanine (en russe : Иван Дмитриевич Папанин) est un explorateur russe puis soviétique, ainsi qu'un scientifique et un contre-amiral, né le 26 novembre [vieux style 14 novembre] 1894 et décédé le 30 janvier 1986. Il fut deux fois Héros de l'Union soviétique et reçut neuf fois l'ordre de Lénine.

## Biographie
Ivan Papanine naquit à Sébastopol dans la famille d'un marin. En 1914, il fut enrôlé dans la Marine russe. Il prit part à la guerre civile russe du côté soviétique et participa aux combats en Ukraine. En 1920, il fut envoyé en Crimée afin d'organiser un mouvement de guérilla contre les forces blanches de Wrangel.
De 1923 à 1932, Papanine travailla pour le commissariat du peuple (c.a.d. ministère) aux Communications. En 1931, il prit part à l'expédition du brise-glace Malyguine à l'archipel François-Joseph. En 1932-1933, il dirigea une expédition polaire dans la baie de Tikhaïa, sur l'archipel François-Joseph. En 1934-1935, il fut le chef d'une station polaire au cap Tcheliouskine.
En 1937-1938, il commanda la célèbre expédition Pôle Nord-1. Accompagné de trois scientifiques, Ernest Krenkel, Ievgueni Fedorov et Piotr Chirchov, Ivan Papanine atterrit sur la banquise dérivante de l'Arctique dans un avion piloté par Mikhaïl Vodopianov. Pendant 234 jours, l'équipe de Papanine procéda à un large éventail d'observations scientifiques dans une zone quasi polaire, avant d'être récupérée par le brise-glace Krassine. Cette expédition était une première mondiale. Tous les membres de l'expédition reçurent le titre de Héros de l'Union soviétique, ce qui était extrêmement rare avant la Seconde Guerre mondiale.
De 1939 à 1946, Papanine succéda à Otto Schmidt à la tête du Glavsevmorpout — l'organisme qui supervisait toutes les opérations commerciales sur la route maritime du Nord. 
En 1940, le navire océanographique Gueorgui Sedov était emprisonné par la banquise et son équipage avait dû hiverner deux fois. Papanine prit la tête d'une expédition de secours avec le brise-glace Joseph Staline. Le 13 janvier 1940, les marins étaient libérés après 812 jours de dérive. Papanine reçut pour la deuxième fois le titre de Héros de l'Union soviétique. 
Au cours de la Seconde Guerre mondiale, il était le représentant du Comité de défense d'État (Gosudarstvennij Komitet Oborony) responsable de tous les moyens de transport par la route maritime du Nord. De 1941 à 1952, il fut membre de la Commission centrale de révision du Parti communiste.
En 1948-1951, Mikhaïl Papanine fut le directeur adjoint de l'Institut d'océanologie de l'Académie des sciences de l'URSS ; de 1951 jusqu'à sa mort en 1986, à Moscou, il fut le chef du département des expéditions maritimes de l'Académie.

## Honneurs posthumes
Papanine est un nom donné à un cap de la péninsule de Taïmyr, à une montagne en Antarctique et à une montagne sous-marine de l'océan Pacifique.
Un patrouilleur lance-missiles brise-glace de la marine russe mis sur cale en avril 2017 a été baptisé de son nom.

## Écrits
- Ivan Papanine, Sur la banquise en dérive, Paris, Albin Michel, 1948.